# Аерошейна
Аерошейна (на руски: аэроса́ни) е вид моторна шейна със ски, позволяващи движение по сняг и лед. Задвижването става посредством въздушен винт, свързан с двигател с вътрешно горене, генериращ въздушен поток.

## Приложение
Използва се за транспорт, пощенски доставки, медицинска и аварийна помощ, както и гранично патрулиране в северните части на Русия, а също и за свободно време. Аерошейните са били използвани от съветската Червена армия по време на Зимната война (1939 – 1940) и Втората световна война.

## История
Първата аерошейна вероятно е построена през 1903/05 г. от Сергей Неждановски. През 1909/10 г. младият Игор Сикорски сглобява аерошейна, ползвайки части от самолет, преди да конструира първия вертолет. Първите аерошейни са леки шперплатни конструкции върху ски, с монтирани двигатели и витла от стари изоставени самолети.